# Thripsaphis ballii
Thripsaphis ballii är en insektsart som först beskrevs av David D. Gillette 1908. Enligt Catalogue of Life ingår Thripsaphis ballii i släktet Thripsaphis och familjen långrörsbladlöss, men enligt Dyntaxa är tillhörigheten istället släktet Thripsaphis och familjen borstbladlöss. Arten är reproducerande i Sverige.

## Underarter
Arten delas in i följande underarter:
- T. b. ballii
- T. b. longisetis